# Millicent Shelton
Millicent Shelton (Saint Louis, 29 gennaio 1966) è una regista statunitense. 

## Biografia
Millicent Shelton è nata il 29 gennaio 1966 a Saint Louis in Missouri. Ha frequentato l'Università di Princeton e la Tisch School of the Arts dell'Università di New York. Ha iniziato la sua carriera come assistente costumista al film Fa' la cosa giusta di Spike Lee. Successivamente, ha cominciato a dirigere videoclip di alcuni singoli di artisti come Salt-n-Pepa, Exposé, CeCe Peniston, Mary J. Blige, R. Kelly e Aaliyah. In seguito, ha lavorato alla regia di serie televisive come Barbershop, Tutti odiano Chris, Parks and Recreation e 30 Rock, per la quale ha ricevuto la sua prima candidatura al Premio Emmy. Nel 2024 ha ricevuto la sua seconda candidatura all'Emmy per aver diretto l'episodio Poirot di Lezioni di chimica.

## Filmografia

### Regista

#### Cinema
- Ride (1998)
- Dance Like We Do (2005)
- End of the Road (2022)

#### Televisione
- Barbershop - serie TV, episodio 1x05 (2005)
- The Bernie Mac Show - serie TV, 2 episodi (2005)
- My Name Is Earl - serie TV, episodio 2x04 (2006)
- Big Day - serie TV, episodio 1x07 (2006)
- Tutti odiano Chris (Everybody Hates Chris) - serie TV, 4 episodi (2006-2009)
- The Loop - serie TV, episodio 2x10 (2007)
- Lincoln Heights - Ritorno a casa (Lincoln Heights) - serie TV, episodio 2x06 (2007)
- Girlfriends - serie TV, 4 episodi (2007)
- Cavemen - serie TV, episodio 1x06 (2007)
- Saving Grace - serie TV, episodio 3x06 (2009)
- Ruby & The Rockits - serie TV, episodio 1x06 (2009)
- Parks and Recreation - serie TV, episodio 2x09 (2009)
- 30 Rock - serie TV, 2 episodi (2009-2010)
- Men of a Certain Age - serie TV, 3 episodi (2009-2011)
- Cougar Town - serie TV, episodio 1x11 (2010)
- Sesamo apriti (Sesame Street) - serie TV, episodio 40x20 (2010)
- My Boys - serie Tv, episodio 4x05 (2010)
- Zeke e Luther (Zeke and Luther) - serie TV, 2 episodi (2010)
- Leverage - Consulenze illegali (Leverage) - serie TV, episodio 3x12 (2010)
- 90210 - serie TV, 5 episodi (2010-2011)
- Castle - serie TV, episodio 3x12 (2011)
- Diario di una nerd superstar (Awkward) - serie TV, episodio 1x01 (2011)
- Single Ladies - serie TV, 2 episodi (2011)
- Free Agents - serie TV, episodio 1x04 (2011)
- Pan Am - serie TV, episodio 1x08 (2011)
- Warehouse 13 - serie TV, 2 episodi (2011-2013)
- Californication - serie TV, episodio 5x05 (2012)
- Hornet's Nest, regia di Millicent Shelton - film TV (2012)
- Harry's Law - serie TV, episodio 2x19 (2012)
- Jane - Stilista per caso (Jane by Design) - serie TV, episodio 1x14 (2012)
- Go On - serie TV, episodio 1x06 (2012)
- Parenthood - serie TV, 2 episodi (2012-2013)
- The Hustle - serie TV, 2 episodi (2013)
- The Fosters - serie TV, 2 episodi (2013-2014)
- Hit the Floor - serie TV, 3 episodi (2013-2014)
- Dallas - serie TV, 5 episodi (201
- The Divide - serie TV, episodio 1x06 (2014)
- The Mysteries of Laura - serie TV, episodio 1x03 (2014)
- Things You Shouldn't Say Past Midnight - serie TV, 2 episodi (2014)
- Switched at Birth - Al posto tuo (Switched at Birth) - serie TV, 2 episodi (2014-2015)
- The Flash - serie TV, 3 episodi (2014-2017)
- Dig - serie TV, 2 episodi (2015)
- American Crime - serie TV, episodio 1x10 (2015)
- Proof - serie TV, episodio 1x08 (2015)
- Dominion - serie TV, 2 episodi (2015)
- Girlfriends' Guide to Divorce - serie TV, 2 episodi (2015)
- Rosewood - serie TV, 2 episodi (2015-2017)
- Black-ish - serie TV, 7 episodi (2015-2020)
- Shades of Blue - serie TV, 2 episodi (2016)
- The Originals - serie TV, episodio 3x19 (2016)
- Survivor's Remorse - serie TV, episodio 3x08 (2016)
- Empire - serie TV, 4 episodi (2016-2018)
- Scandal - serie TV, episodio 6x05 (2017)
- Shots Fired - serie TV, episodio 1x02 (2017)
- Supergirl - serie TV, episodio 2x21 (2017)
- Ballers - serie TV, episodio 3x06 (2017)
- White Famous - serie TV, episodio 1x05 (2017)
- Graves - serie TV, episodio 2x06 (2017)
- Runaways - serie TV, episodio 1x08 (2017)
- Star - serie TV, 2 episodi (2017-2018)
- Jessica Jones - serie TV, episodio 2x05 (2018)
- Luke Cage - serie TV, episodio 2x06 (2018)
- Preacher - serie TV, episodio 3x05 (2018)
- Shooter - serie TV, episodio 3x12 (2018)
- Insecure - serie TV, episodio 3x05 (2018)
- Tell Me a Story - serie TV, 2 episodi (2018-2020)
- Future Man - serie TV, 2 episodi (2019)
- Manifest - serie TV, episodio 1x12 (2019)
- The Walking Dead - serie TV, episodio 9x14 (2019)
- Sorry for Your Loss - serie TV, episodio 2x08 (2019)
- 9-1-1 - serie TV, 2 episodi (2019-2020)
- Titans - serie TV, 3 episodi (2019-2021)
- Hunters - serie TV, episodio 1x06 (2020)
- P-Valley - serie TV, 2 episodi (2020-2022)
- Mixed-ish - serie TV, episodio 2x11 (2021)
- Run the World - serie TV, episodio 1x01 (2021)
- Locke & Key - serie TV, 2 episodi (2021)
- The Equalizer - serie TV, 2 episodi (2022-2024)
- The Night Agent - serie TV, 2 episodi (2023)
- Truth Be Told - serie TV, 2 episodi (2023)
- The Morning Show - serie TV, episodio 3x08 (2023)
- Lezioni di chimica (Lessons in Chemistry) - miniserie TV, 2 episodi (2023)

#### Videoclip
- Oneovabigboiz - Kwamé (1990)
- Expression - Salt-n-Pepa (1990)
- Ownlee Eue - Kwamé (1990)
- Let's Talk About Sex - Salt-n-Pepa (1991)
- I Wish the Phone Would Ring - Exposé (1992)
- Keep on Walkin' - CeCe Peniston (1992)
- Rump Shaker - Wreckx-n-Effect (1992)
- Love No Limit - Mary J. Blige (1993)
- Show Me Love - Robin S. (1993)
- U Send Me Swingin' - Mint Condition (1993)
- Truthful - Heavy D & the Boyz (1993)
- Lots of Lovin - Pete Rock & CL Smooth (1993)
- Back & Forth - Aaliyah (1994)
- Age Ain't Nothing but a Number - Aaliyah (1994)
- Your Body's Callin' - R. Kelly (1994)
- I'm Not Over You - CeCe Peniston (1994)
- At Your Best (You Are Love) - Aaliyah (1994)
- Love on My Mind - Xscape (1994)
- Pull Up to the Bumper - Patra (1995)
- Say How I Feel - Rhian Benson (2003)
- Stealing My Piece of Mind - Rhian Benson (2003)

### Sceneggiatrice
- Ride, regia di Millicent Shelton (1998)

### Costumista
- Fa' la cosa giusta (Do the Right Thing), regia di Spike Lee (1989)

## Riconoscimenti
- Premio Emmy
  - 2009 - Candidatura alla miglior regia in una serie commedia per 30 Rock
  - 2024 - Candidatura alla miglior regia in una serie drammatica o film per Lezioni di chimica